# Пиравино
Пиравино — деревня в Шатурском муниципальном районе Московской области. Входит в состав Дмитровского сельского поселения. Население — 12 чел. (2013).

## Расположение
Деревня Пиравино расположена в центральной части Шатурского района, расстояние до МКАД порядка 145 км. Высота над уровнем моря 133 м.

## Название
В письменных источниках деревня упоминается как Пиравинская.

## История
Впервые упоминается в писцовой Владимирской книге В. Кропоткина 1637—1648 гг. как деревня Пиравинская Бабинской кромины волости Муромское сельцо Владимирского уезда Замосковного края Московского царства. Деревня принадлежала Степану Ивановичу Самарину, стольнику Василию Никоновичу и стряпчему Тимофею Никоновичу Бутурлиным.
Последней владелицей деревни перед отменой крепостного права была графиня Толстая.
После отмены крепостного права деревня вошла в состав Горской волости.
В советское время деревня входила в Дмитровский сельсовет.

## Население
| 1858 | 1859 | 1868 | 1885 | 1905 | 1926 |
| ---- | ---- | ---- | ---- | ---- | ---- |
| 141  | →141 | ↗164 | ↗193 | ↗247 | ↘157 |
| 1993 | 2002 | 2006 | 2010 | 2011 | 2013 |
| ↘3   | ↗20  | →20  | ↗21  | ↘16  | ↘12  |